# Metu
Metu este un oraș din Etiopia. Este cunoscut pentru cascadele sale.